# 柴田稔彦
柴田 稔彦（しばた としひこ、1932年 - ）は、日本の英文学者、翻訳家。
福岡大学名誉教授。専門はシェイクスピアなど英国演劇。

## 来歴・人物
福岡県生まれ。1954年九州大学文学部卒、1957年東京大学英文科大学院修士課程修了、福岡女子大学、九州大学助教授をへて1964年東大教養学部助教授、1982年福岡大学教授、2002年定年退職、名誉教授。

## 編著
- 『シェイクスピアを読み直す』（編、研究社） 2001

## 翻訳
- 『サンチェスの子供たち』第1 - 2（オスカー・ルイス、行方昭夫共訳、みすず書房） 1969
- 『世界史』（W.H.マクニール、増田義郎, 佐々木昭夫共訳、新潮社） 1971
- 『演劇 - なぜ?』（アーノルド・ウェスカー、中野里皓史共訳、晶文社） 1971
- 『怒りの演劇 イギリスの演劇の新しい波』（ジョン・ラッセル・テイラー、喜志哲雄, 中野里皓史共訳、研究社出版） 1975
- 『牧歌の諸変奏』（ウィリアム・エンプソン、研究社出版） 1982
- 『お気に召すまま』（シェイクスピア、編註、大修館書店、大修館シェイクスピア双書） 1989
- 『もの言わぬ女 - エピシーン』（ベン・ジョンソン、国書刊行会、ベン・ジョンソン戯曲選集3） 1991
- 『ポール・ペニフェザーの冒険』（イーヴリン・ウォー、福武文庫） 1991
- 『シェイクスピア詩集 対訳』（シェイクスピア、岩波文庫） 2004